# Lilian Brassier
Pour les articles homonymes, voir Brassier.
Lilian Brassier, né le 2 novembre 1999 à Argenteuil (Val-d'Oise), est un footballeur français qui évolue au poste de défenseur central au Stade rennais FC.

## Biographie

### Jeunesse et formation
Né à Argenteuil, dans le Val-d'Oise, Lilian Brassier joue dans plusieurs clubs de sa ville natale, puis, alors que plusieurs clubs de Ligue 1 s'intéressent à lui, rejoint en 2013 le centre de formation du Stade rennais FC, qui connait alors ses meilleures années. Il s'inscrit ainsi dans la suite de joueurs comme Ousmane Dembélé, James Léa Siliki, Jérémy Gélin, Joris Gnagnon, Armand Laurienté ou Sofiane Diop, qui se sont imposés en professionnel à Rennes ou ailleurs, précédant la génération d'Eduardo Camavinga, Yann Gboho, Adrien Truffert, Georginio Rutter et Brandon Soppy, qui découvrent la Ligue des champions lors de la saison 2020-2021 sous l'égide de Julien Stéphan,.

### Carrière en club

#### Début professionnels
Le 17 juin 2019, Lilian Brassier signe son premier contrat professionnel avec le Stade rennais FC. Le 21 juin suivant, il est prêté sans option d'achat au Valenciennes FC,,. Le 2 août 2019, il fait ses débuts en Ligue 2 avec le Valenciennes FC, titularisé dans une défense centrale à trois lors d'un match nul un but partout contre l'AS Nancy-Lorraine. Dans une saison 2019-2020 coupée par la pandémie de Covid-19, il fait partie des révélations du championnat avec un total de vingt-sept matchs disputés et trois passes décisives délivrées, attirant à nouveau le regards de clubs de Ligue 1,,.

##### Stade brestois 29
Le 5 octobre 2020, bloqué par la concurrence au Stade rennais FC qui s'est renforcée en défense pour la Ligue des champions, il est finalement prêté pour la saison 2020-2021 au Stade brestois 29 avec option d'achat obligatoire en cas de maintien,,.
À l'intersaison 2021, après avoir disputé onze matchs en Ligue 1, il s'engage définitivement avec le Stade brestois 29 où il devient titulaire indiscutable.
Le 3 juillet 2024, il prolonge son contrat d’une année supplémentaire au Stade brestois 29, soit jusqu’en juin 2026.

##### Prêt à l'Olympique de Marseille
Le 3 juillet 2024, après une saison pleine au Stade brestois 29 où le club se qualifie en Ligue des champions pour la première fois de son histoire, il rejoint l'Olympique de Marseille sous la forme d'un prêt avec option d'achat,,.

#### Retour au Stade rennais FC
Le 31 janvier 2025, lors du mercato hivernal, son prêt avec l'Olympique de Marseille est cassé,. Il s'engage dans la foulée avec son club formateur, le Stade rennais FC, pour y terminer la saison. Le prêt est assorti d’une option d’achat automatique de quatre ans,.
Le 2 février 2025, il dispute son premier match lors d'un match de championnat contre le RC Strasbourg (victoire, 1-0),.

### Carrière internationale
International avec les moins de 20 ans français depuis le 8 novembre 2017 et un match contre le Maroc, Lilian Brassier compte en tout cinq sélections avec cette catégorie jusqu'en 2019, ayant également connu un passage avec les moins de 19 ans entre-temps.

## Style de jeu
Lilian Brassier est un défenseur gaucher polyvalent, capable de jouer autant comme défenseur central que comme arrière gauche dans une défense à quatre, mais s'épanouissant surtout initialement sur le côté gauche d'une défense à trois.
Il cite notamment David Alaba et Presnel Kimpembe comme les défenseurs centraux gauchers dont il essaie de s'inspirer le plus.

## Statistiques
| Saison                | Club                          | Championnat           | Championnat | Championnat | Coupe(s) nationale(s) | Coupe(s) nationale(s) | Total | Total |
| Saison                | Club                          | Division              | M.          | B.          | M.                    | B.                    | M.    | B.    |
| 2019-2020             | Valenciennes FC (prêt)        | Ligue 2               | 24          | 0           | 3                     | 0                     | 27    | 0     |
| 2020-2021             | Stade brestois 29 (prêt)      | Ligue 1               | 11          | 1           | 2                     | 0                     | 13    | 1     |
| 2021-2022             | Stade brestois 29             | Ligue 1               | 31          | 1           | 3                     | 0                     | 34    | 1     |
| 2022-2023             | Stade brestois 29             | Ligue 1               | 36          | 0           | 2                     | 0                     | 38    | 0     |
| 2023-2024             | Stade brestois 29             | Ligue 1               | 30          | 3           | 2                     | 0                     | 32    | 3     |
| Sous-total            | Sous-total                    | Sous-total            | 108         | 5           | 9                     | 0                     | 117   | 5     |
| 2024-2025             | Olympique de Marseille (prêt) | Ligue 1               | 12          | 0           | 0                     | 0                     | 12    | 0     |
| 2024-2025             | Stade rennais FC (prêt)       | Ligue 1               | 14          | 1           | -                     | -                     | 14    | 1     |
| Total sur la carrière | Total sur la carrière         | Total sur la carrière | 158         | 6           | 12                    | 0                     | 170   | 6     |